# Annona trunciflora
Annona trunciflora là một loài thực vật]] thuộc họ Annonaceae. Đây là loài đặc hữu của Venezuela.